# Kubikfeldrute
Die Kubikfeldrute war ein deutsches Volumenmaß in Frankfurt am Main. Der zur Grundlage liegende Fuß, auch Werkschuh oder nur Schuh, war duodezimal geteilt und hatte mit 126 1/6 Pariser Linien eine Länge von 0,28461 Meter.
- 1 Kubikfeldrute = 12 ½ Werkschuh mal 12 ½ Werkschuh mal 12 ½ Werkschuh = 45,028 Kubikmeter